# ジェマ・ジョーンズ
ジェマ・ジョーンズ（Gemma Jones, 本名：Jennifer Gemma Jones、1942年12月4日 - ）は、イギリスの女優。
ロンドン・メリルボーン出身。俳優グリフィス・ジョーンズの娘。王立演劇学校に学ぶ

## 主な出演作品

### 映画
- 肉体の悪魔 The Devils (1971)
- ヴェニスの商人 The Merchant of Venice (1980)
- ペーパーハウス/霊少女 Paperhouse (1988)
- 七月の宴 Feast of July (1995)
- いつか晴れた日に Sense and Sensibility (1995)
- オスカー・ワイルド Wilde (1997)
- ヴァージン・フライト The Theory of Flight (1998)
- 5シリングの真実 The Winslow Boy (1999)
- コットン・メリー Cotton Mary (1999)
- 経度への挑戦 Longitude (2000) テレビ映画
- ブリジット・ジョーンズの日記 Bridget Jones's Diary (2001)
- ウェルカム!ヘヴン Sin noticias de Dios (2001)
- ハリー・ポッターと秘密の部屋 Harry Potter and the Chamber of Secrets (2002)
- シャンハイ・ナイト Shanghai Knights (2003)
- キス・オブ・ライフ Kiss of Life (2003)
- ブリジット・ジョーンズの日記 きれそうなわたしの12か月 Bridget Jones: The Edge of Reason (2004)
- 機械じかけの小児病棟 Frágiles (2005)
- バレエ・シューズ Ballet Shoes (2007) テレビ映画
- 善き人 Good (2008)
- ハリー・ポッターと謎のプリンス Harry Potter and the Half-Blood Prince (2009)
- ミス・アンの秘密の日記 The Secret Diaries of Miss Anne Lister (2010) テレビ映画
- 恋のロンドン狂騒曲 You Will Meet a Tall Dark Stranger (2010)
- ハリー・ポッターと死の秘宝 PART2 Harry Potter and the Deathly Hallows Part 2 (2011)
- ヒステリア Hysteria (2011)
- ブリジット・ジョーンズの日記 ダメな私の最後のモテ期 Bridget Jones's Baby (2016)
- ゴッズ・オウン・カントリー God's Own Country (2017)
- ロケットマン Rocketman (2019)
- アンモナイトの目覚め Ammonite (2020)
- ブリジット・ジョーンズの日記 サイテー最高な私の今 Bridget Jones: Mad About the Boy (2025)

### テレビドラマ
- ダルグリッシュ警視シリーズ 策謀と欲望 Devices and Desires (1991) ミニシリーズ
- ザ・リターン オブ ザ・ボロウワーズ The Return of the Borrowers (1993)
- フェニックスと魔法のじゅうたん The Phoenix and the Carpet (1997) ミニシリーズ
- ロンドン警視庁犯罪ファイル Trial & Retribution (2003-2008)
- MI-5 英国機密諜報部 Spooks (2007-2008)
- 魔術師 MERLIN Merlin (2011)
- ドクター・マーティン Doc Martin (2015)
- 埋もれる殺意 〜39年目の真実〜 Unforgotten (2015)
- キャピタル 欲望の街 Capital (2015) ミニシリーズ
- ザ・クラウン The Crown (2020)